# Округ Рожњава
Округ Рожњава (слч. Okres Rožňava) округ је у Кошичком крају, у Словачкој Републици. Административно средиште округа је град Рожњава.

## Географија
Налази се у западном дијелу Кошичког краја.
Граничи:
- на сјеверу је Округ Спишка Нова Вес и Прешовски крај,
- источно Округ Гелњица и Округ Кошице-околина,
- западно Банскобистрички крај,
- јужно Мађарска.

Клима је умјерено континентална.

## Становништво
| Година:    | 1994.  | 2004.   | 2014.   | 2024.   |
| ---------- | ------ | ------- | ------- | ------- |
| Број људи: | 61 292 | 61 902  | 62 877  | 58 305  |
| Разлика:   |        | +0,99 % | +1,57 % | -7,27 % |

| Година:    | 2023.  | 2024.   |
| ---------- | ------ | ------- |
| Број људи: | 58 422 | 58 305  |
| Разлика:   |        | -0,20 % |

Према подацима о броју становника из 2011. године округ је имао 63.304 становника. Словаци чине 58,87% становништва.
| Етнички састав (2011)‍ | Етнички састав (2011)‍ | Етнички састав (2011)‍ | Етнички састав (2011)‍ | Етнички састав (2011)‍ |
| --------------------- | --------------------- | --------------------- | --------------------- | --------------------- |
|                       |                       |                       |                       |                       |
| Словаци               | Словаци               |                       | 0                     | 58,87%                |
| Мађари                | Мађари                |                       | 0                     | 25,42%                |
| Роми                  | Роми                  |                       | 0                     | 5,50%                 |
| остали, непознато     | остали, непознато     |                       | 0                     | 10,21%                |

## Насеља
У округу се налази два града и 60 насељених мјеста. Градови су Добшина и Рожњава.